# Résistants du lycée Anatole-Le-Braz

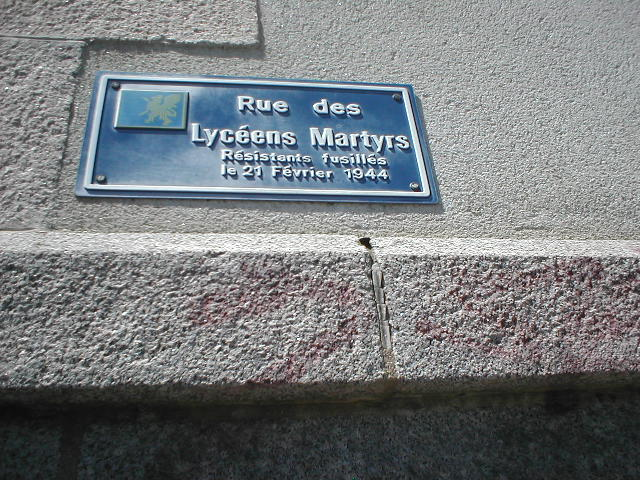
Plaque de la rue des Lycéens-Martyrs à Saint-Brieuc : elle oublie ceux qui n'ont pas été fusillés le 21 février 1944, mais qui sont morts en déportation.

Les résistants du lycée Anatole-Le-Braz sont des lycéens et éducateurs du lycée Anatole-Le-Braz de Saint-Brieuc, dont les plus célèbres furent arrêtés pour faits de résistance le 10 décembre 1943.
Georges Geffroy (né le 21 octobre 1925), Pierre Le Cornec (né le 25 août 1925), et Yves Salaün (né le 19 novembre 1925) ont été condamnés à mort le 11 février 1944  et été fusillés le 21 février 1944, au fort du Mont-Valérien. Selon Christian Bougeard, ils sont les auteurs d'une opération dans laquelle ils tuent un militaire allemand isolé à Plérin, en lui volant son arme. Ils étaient en contact avec Yves Lavoquer, professeur de lettres au Lycée Anatole-Le-Braz et membre de Libération-Nord qui les avait dissuadés de s'attaquer à la prison.
Huit lycéens arrêtés le 10 décembre 1943 sont transférés au camp de transit de Compiègne puis déportés au camp de concentration de Neuengamme. Quatre y trouvent la mort. Un meurt d'épuisement peu après son retour. Trois seulement survivent à la déportation parmi ces huit. Pour l'un des survivants, Louis Le Faucheur, la libération a lieu le 2 mai 1945 au camp de Wöbbelin où il avait été transféré après 11 mois passés à Neuengamme.
Au total, en comptant les autres arrestations, avant ou après le 10 décembre 1943, « 16 élèves de Le Braz seront déportés. 11 trouveront la mort ».
Un professeur et un pasteur furent également déportés. Le pasteur Crespin est mort en déportation.

## Décorations
En 1947, Georges Geffroy, Pierre Le Cornec et Yves Salaün ont été décorés de la médaille de la Résistance à titre posthume.

En 1948, le lycée a été décoré collectivement de la Croix de guerre 1939-1945 (citation à l'ordre de la division) dans les termes suivants 

« Établissement qui a payé une large contribution à la Patrie pendant la guerre 1939-1945. Dès 1942, une organisation clandestine d'une centaine d'adhérents, comprenant des membres très actifs pour la cause de la Résistance, fonctionnait au sein du collège. Vingt-cinq élèves, un professeur, le médecin de l'établissement, le pasteur ont été déportés. Trois élèves ont été fusillés, le pasteur est mort en Allemagne. Au total, 81 élèves et un professeur sont morts pour la France. Vivant exemple, pour l'Université, de résistance active et d'héroïsme militaire. »

## Mémoire
- Rues « des Lycéens-Martyrs » et « du pasteur Crespin » à Saint-Brieuc
- Monument, œuvre de Francis Renaud, dans la cour du collège Anatole-Le-Braz
- Noms de Georges Geffroy, Pierre Le Cornec et Yves Salaün gravés sur le monument en bronze en forme de cloche, œuvre de Pascal Convert au fort du Mont-Valérien[14]
- Rue « Pierre Le Cornec » à Étables-sur-Mer